# Daihatsu Consorte

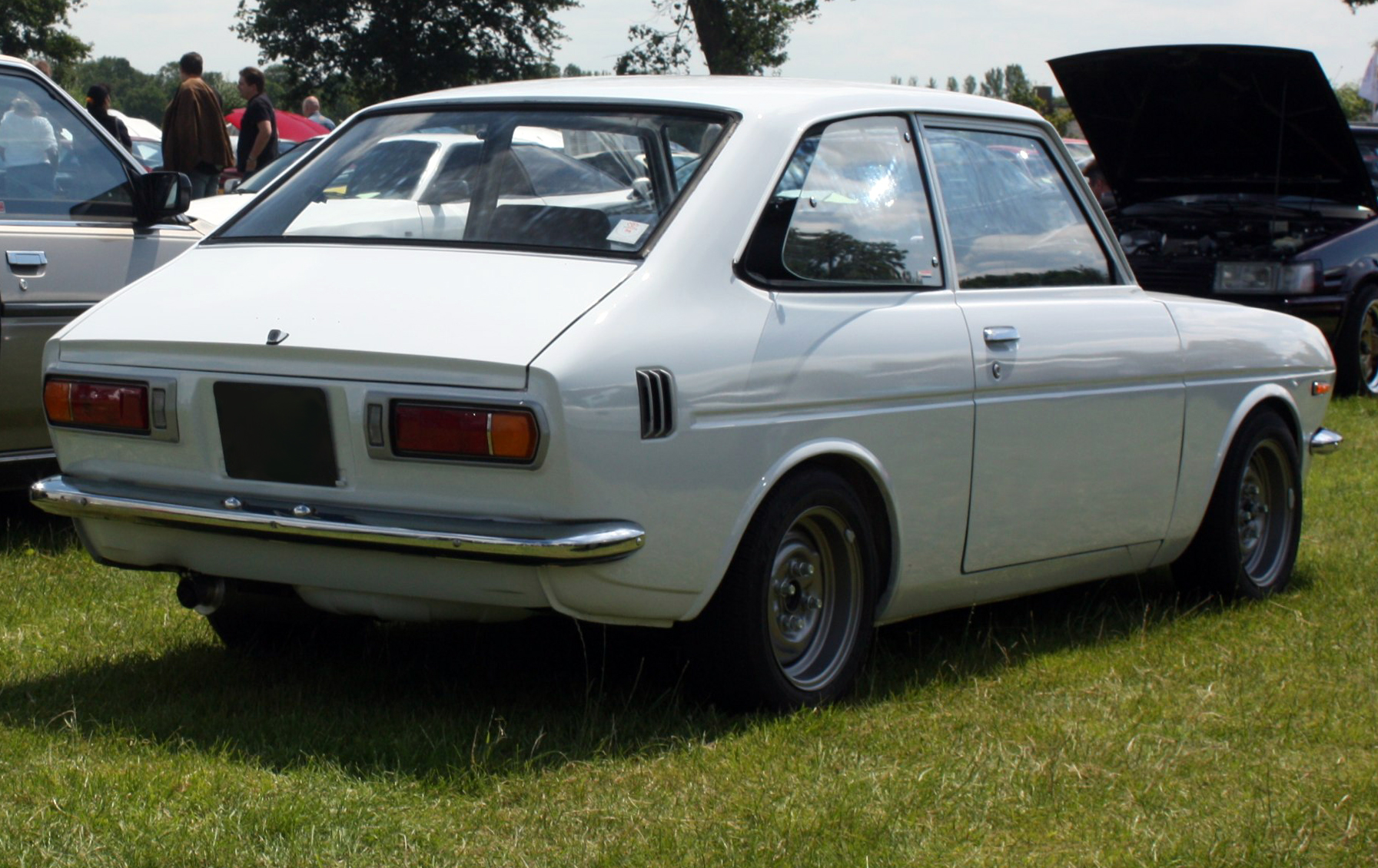
Toyota 1000 (identiek aan de Daihatsu Consorte)

De Daihatsu Consorte was een compacte middenklasse personenauto van de Japanse fabrikant Daihatsu.

## Geschiedenis
Het model was gebaseerd op de Toyota 1000 en de eerste auto die door Daihatsu werd gemaakt in samenwerking met Toyota. De Consorte was beschikbaar als twee- en vierdeurs sedan en was de opvolger van de Daihatsu Compagno. Hiervan nam hij ook de 1.0 liter benzinemotor over. Het vermogen werd via een handgeschakelde vierversnellingsbak op de achteras overgedragen. In 1971 verving de 1.2 liter Toyota 3K-B-motor de 1.0 liter.
In 1974 werd het aanbod van Daihatsu uitgebreid met de middenklasse Charmant en daarom werd alleen een opvolger ontwikkeld voor de tweedeursversie. Het resultaat was de compacte Charade die de Consorte in 1977 verving.
In productie:
Copen ·
Cuore ·
Hijet ·
Materia ·
Sirion ·
Terios ·
Trevis
Concepts:
Mud Master C
Niet meer in productie:
Applause ·
Charade ·
Charmant ·
Consorte ·
Compagno ·
Fellow ·
Feroza ·
Gran Move ·
Max Cuore ·
Move ·
Rocky ·
Taft ·
Valéra ·
YRV